# 一日圓紙幣
一日圓紙幣是過往流通且至今仍然有效的日本银行券之一，面額為1日圓。是现时有效的日本银行券中面额最小的。

## 概要
一日圓紙幣有四種：舊版一日圓紙幣（1885年9月8日發行）、修正版一日圓紙幣（1889年5月1日發行）、「い」號紙幣（1943年12月15日發行）及「A」號紙幣（1946年3月19日發行）。在1946年新圓切替之前發行的紙幣幾乎都因為金本位的停止以及新圓切替而停止流通並停用，日本银行所發行的一日圓紙幣，尽管已不见流通，而且在1958年10月1日就已停止发行，所有版本至今仍然有效。但所有的“日本银行兑换银券”在1898年以后只能按一日圆面值使用，并不能兑换一日圆银币。

## 舊版一日圓紙幣
- 日本银行兑换银券
- 面值　壹圓(1円)
- 正面　大黒天像
- 背面　彩紋
- 尺寸　纵向78mm、横向135mm
- 印刷局移交日本銀行交貨期 1885年（明治18年）7月 - 1888年（明治21年）下期
- 发行開始日　1885年（明治18年）9月8日
- 发行停止日　1958年（昭和33年）10月1日（在此之前事实上可能已经停止发行）
- 已停止发行
- 有効货币

因为正面图案是大黑天，所以又称为“大黑札”（大黒札）。图案设计人是意大利人爱多鲁·伽森。在发行超过130年后至今仍然有效，是目前日本法律上有效货币（包括纸币和硬币）中最早发行的。纸币上虽然印有“兑换银券”（兌換銀券），但现在只能按一日圆面值使用，并不能兑换一日圆银币。纸币上有从右向左的文字水印。纸币上有以日语和英语书写的兑换保证（ ，大意为“日本银行保证支付持票人银币壹日圆”）。序列号使用汉字数字。由于在法律上仍然有效，因此该纸币可作为1日圆的法定货币流通，但是作为古钱币的价值则远高于其面值，价格通常在几千日圆到几万日圆。

## 修正版一日圓紙幣
- 日本银行兑换银券
- 面值　壹圓(1円)
- 正面　武内宿禰
- 背面　一日圆银币
- 尺寸　纵向85mm、横向145mm
- 印刷局移交日本銀行交貨期 1889年（明治22年）1月 - 1942年（昭和17年）7月30日
- 发行開始日　1889年（明治22年）5月1日
- 发行停止日　1958年（昭和33年）10月1日
- 已停止发行
- 有效货币

为了加强纸张的强度，“大黑札”用纸加入了蒟蒻，导致容易遭到虫蛀、鼠咬，因此发行修正版纸币。正面以日语、背面以英语书写兑换保证（ ，大意为“日本银行保证支付持票人银币壹日圆”）。最初序列号使用汉字数字，在1916年改用阿拉伯数字。该纸币采用黑色水印。1897年日本采用金本位并发行新日圆金币，但由于没有发行新的一日圆金币，原有的一日圆银币在1898年停止流通，因此在1898年以后所有的壹日圓紙幣均不能兑换成金币。在古钱币收藏界中，以序列号使用汉字数字的版本（前期版本）称为汉字数字1圆（漢数字1円），以序列号使用阿拉伯数字的版本（后期版本）称为阿拉伯数字1圆（アラビア数字1円）。纸币上虽然印有“兑换银券”（兌換銀券），但现在只能按一日圆面值使用，并不能兑换一日圆银币。由于在法律上仍然有效，因此该纸币可作为1日圆的法定货币流通。而序列号使用汉字数字的版本作为古钱币的价值则远高于其面值，价格通常在几千日圆到一万日圆左右。

## 「い」號紙幣
- 日本银行券
- 面值　壹圓(1円)
- 正面　武内宿禰
- 背面　宇倍神社
- 尺寸　纵向70mm、横向122mm
- 印刷局移交日本銀行交貨期 1943年（昭和18年）12月8日 - 1946年（昭和21年）3月4日
- 发行開始日　1943年（昭和18年）12月15日
- 发行停止日　1958年（昭和33年）10月1日
- 已停止发行
- 有効货币

由于第二次世界大战的影响，纸币的制造费用被削减，因此纸币的质量粗劣。1944年开始仅印刷批次号而不加注流水号码。通称“中央武内1圆”（中央武内1円）。在有流水号码的前期版本中，流水号码基本上只用到900000，但是用于替换印刷不合格纸币的900001以上编号的补印券也有。

## 「A」號紙幣
- 日本银行券
- 面值　壹圓(1円)
- 表面　二宫尊德
- 背面　彩紋
- 尺寸　纵向68mm、横向124mm
- 印刷局移交日本銀行交貨期  1946年（昭和21年）3月8日 - 1957年（昭和32年）3月29日
- 发行開始日　1946年（昭和21年）3月19日
- 发行停止日　1958年（昭和33年）10月1日
- 已停止发行
- 有効货币

在第二次世界大战结束后，为了新圓切替而由民间设计的A号券的一种。该A号壹圓券的当初的设计方案与后来发行的A号壹圓券的图案几乎一致，仅肖像部分用的是武内宿禰的肖像。但是GHQ认为武内宿禰是军国主义的象征，不适合用作新纸币的肖像，因此最终发行时肖像部分被替换为二宫尊德。大日本印刷和凸版印刷等民间企业也印刷了这些纸币。该A号壹圓券没有水印。1948年发行了一日圓黄铜硬币，在此之后仍然印刷该A號紙幣。一日圓黄铜硬币于1953年因小額通貨整理法而停止流通并失效，1日圓的货币在此时仅剩纸币。目前流通的一日圆铝币在1955年发行后，该A號紙幣于1956年停止印刷。
1958年10月1日包括该「A」號紙幣在内的所有一日圓紙幣停止发行及支付，只收不付。

## 未发行纸币
『「B」號紙幣』原计划发行一日圓紙幣，肖像同样为二宫尊德。但由于一日圆铝币已于1955年发行，因此没有发行。

## 水印

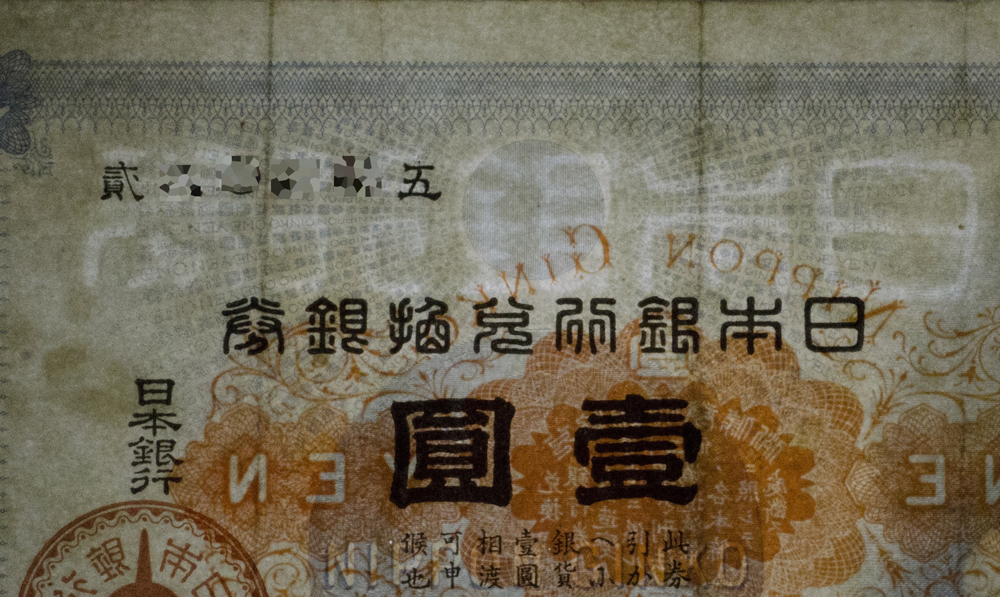
舊版一日圓紙幣:  ""（从右向左）
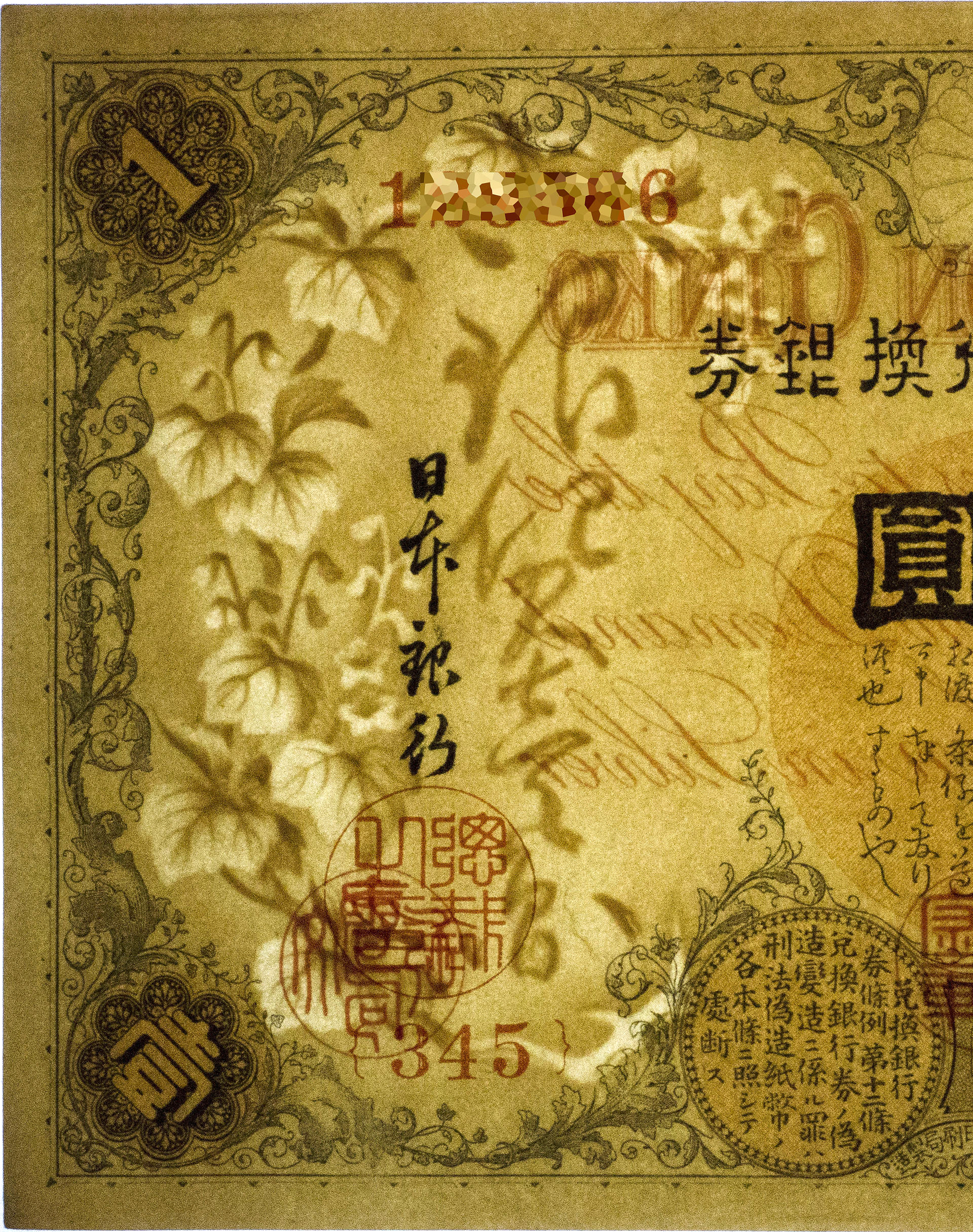
修正版一日圓紙幣: 桐和""
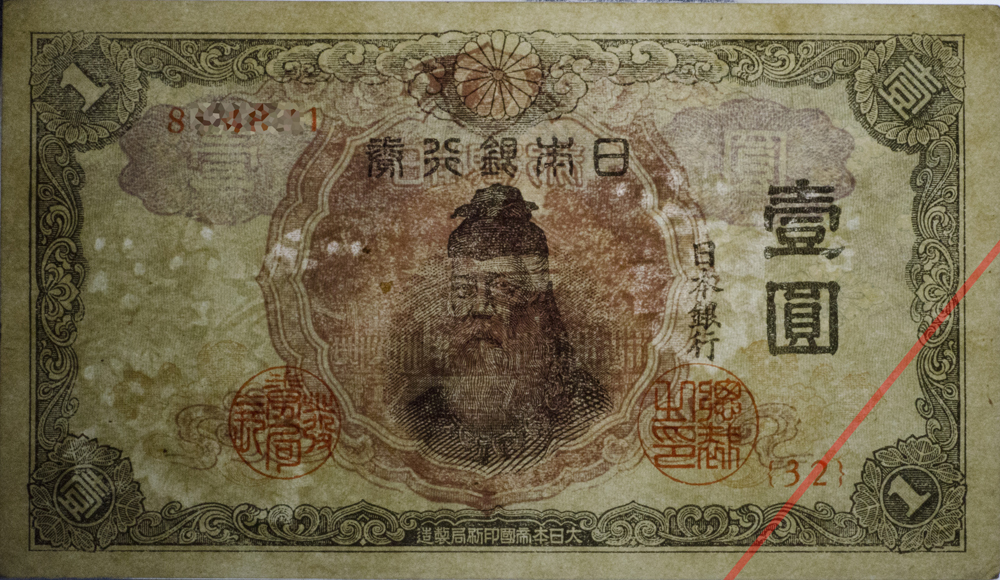
「い」號紙幣：桐